# (3501) Olegiya
(3501) Olegiya est un astéroïde de la ceinture principale.

## Description
(3501) Olegiya est un astéroïde de la ceinture principale. Il fut découvert le 18 août 1971 à Naoutchnyï par Tamara Smirnova. Il présente une orbite caractérisée par un demi-grand axe de 2,92 UA, une excentricité de 0,09 et une inclinaison de 5,0° par rapport à l'écliptique.

## Compléments